# Stary cmentarz żydowski w Radomyślu Wielkim
Stary cmentarz żydowski w Radomyślu Wielkim – kirkut mieścił się w Radomyślu Wielkim, blisko tutejszej synagogi, przy obecnej ul. Armii Krajowej. Założony został w XVIII wieku. W czasie okupacji uległ dewastacji i całkowitemu zniszczeniu przez nazistów. Po 1945 teren nekropolii został zabudowany.